# 14515 Koichisato
14515 Koichisato eller 1996 HL1 är en asteroid i huvudbältet som upptäcktes den 21 april 1996 av den japanske amatörastronomen Tomimaru Okuni vid Nanyō-observatoriet. Den är uppkallad efter amatörastronomen Koichi Sato.
Asteroiden har en diameter på ungefär 7 kilometer.